# Julijana Bizjak Mlakar
Pour les articles homonymes, voir Bizjak.
Julijana Bizjak Mlakar, née le 7 septembre 1956, est une femme politique slovène. Membre du Parti démocrate des retraités. Elle est ministre de la Culture du 18 septembre 2014 au 25 avril 2016.